# Cserhalom
Cserhalom (ukránul: Дубрівка) település Ukrajnában, Kárpátalján, a Huszti járásban.

## Fekvése
Beregszásztól északkeletre, Ilosva és Bilke között fekvő település.

## Története
A trianoni békeszerződés előtt Bereg vármegye Felvidéki járásához tartozott. 1910-ben 753 lakosából 85 magyar, 51 német, 617 ruszin volt. Ebből 686 görögkatolikus, 67 izraelita volt.

## Itt éltek
Bacsinszky Dániel görögkatolikus parókus 1921-től élt a településen.